# Zé Carlos (ur. 1983)
Zé Carlos, właśc. José Carlos Ferreira Filho (ur. 24 kwietnia 1983) – brazylijski piłkarz występujący na pozycji napastnika.

## Kariera piłkarska
Od 2001 roku występował w Corinthians Alagoano, Vizela, CRB, Ulsan Hyundai, Ponte Preta, Jeonbuk Hyundai Motors, América, Paulista, Cruzeiro EC, Portuguesa, Gamba Osaka, Criciúma, Changchun Yatai i Nadi asz-Szarika.